# Messier 98
Messier 98 (também conhecida como M98 ou NGC 4192) é uma galáxia espiral intermediária localizada a 60 milhões de anos-luz de distância da Terra. Fica na constelação de Coma Berenices e foi descoberto em 1781 por Pierre Méchain.

## Descoberta e visualização
A galáxia espiral foi descoberta pelo astrônomo francês Pierre Méchain em 15 de março de 1781, juntamente com Messier 99 e Messier 100. Quase um mês depois, em 13 de abril, seu colega de observatório Charles Messier decidiu observá-la e foi incluída em seu catálogo. Segundo Messier, M98 é a menos brilhante entre as três descobertas naquele dia.

## Características

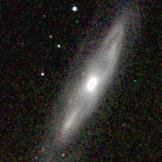
Messier 98, projeto 2MASS

Um dos objetos mais fracos de todo o catálogo Messier, a galáxia espiral é membro do aglomerado de Virgem, o maior aglomerado galáctico próximo da Terra. Aproxima-se do Sistema Solar a 125 km/s, velocidade inadequada para validar a galáxia como membro do aglomerado de Virgem, segundo Holmberg. Entretanto, sabe-se que o aglomerado possui um centro de gravidade, onde todas as galáxias pertencentes ao sistema estão se aproximando. Algumas galáxias, ao realizar o movimento, se afastam da Via-Láctea e outras se aproximam, que é o caso de M98.
Exibe um disco galáctico caótico e difuso, com algumas regiões azuladas onde estrelas são formadas. Também há uma considerável quantidade de poeira que avermelhece significativamente seu núcleo.